# Eiderstedter Friesisch
Das Eiderstedter Friesisch war ein Dialekt der nordfriesischen Sprache, der bis Anfang/Mitte des 18. Jahrhunderts auf der Halbinsel Eiderstedt an der schleswigschen Westküste gesprochen wurde.
Das Eiderstedter Friesisch geht auf friesische Einwanderer um das Jahr 800 zurück, die sich an der Eidermündung sowie auf den höhergelegenen Teilen Eiderstedts angesiedelt haben. Eventuell vermischten sich die friesischen Zuwanderer hier mit einer vorfriesischen Restbevölkerung. Später wurden auch die Eiderstedter Marschen besiedelt. Es war die südlichste nordfriesische Mundart. In der frühen Neuzeit wurde das Eiderstedter Friesisch schließlich wie das benachbarte Strander Friesisch im Rahmen eines Sprachwechsels von Niederdeutsch abgelöst. So vermerkt der Eiderstedter Chronist Peter Sax 1636: „Die friesische Sprache ist noch übrig […]“. Noch 1752 meldet der Geograf Anton Friedrich Büsching, dass in Eiderstedt friesisch gesprochen wird. Doch bereits 1770 berichtet Johannes Nikolaus Tetens: „Die jetzigen Eyderstedter sind ein vermischtes Volk. Der alte Stamm ist friesisch, aber es sind so viele fremde Reiser aus Holland, und sonst ihm eingepfropft, dass jener nicht mehr kenntlich ist. die friesische Sprache ist ganz aus dem Lande weg […]“. Eiderstedt war im Gegensatz zu den nördlichen Harden wirtschaftlich stark und wohlhabend und hatte sich in vielerlei Hinsicht auf die südlich angrenzenden niederdeutsch geprägten Gebiete ausgerichtet. Auch war Niederdeutsch bereits seit dem ausgehenden Mittelalter Verwaltungssprache gewesen. Im 16. Jahrhundert gab es zudem eine starke niederländische Zuwanderung. Am längsten hielt sich das Friesische noch im Westen der Halbinsel.
Das Eiderstedter Friesisch kann innerhalb des Nordfriesischen der inselfriesischen Dialektgruppe zugeordnet werden, die auf die erste Einwanderungswelle um 800 zurückgeht, während die festlandsfriesischen Dialekte auf eine spätere zweite Einwanderungswelle gründen. Es lassen sich jedoch auch Charakteristika des Festlandnordfriesischen nachweisen. Das Eiderstedter Friesisch ist heute vor allem über Ortsnamen und einzelne Reliktnamen in Rechtsschriften des ausgehenden Mittelalters zu erschließen. Ansonsten gibt es keine literarischen Quellen. In einer Rechtsvorschrift aus dem Jahr 1426 lassen sich einzelne Begriffe dem Eiderstedter Friesisch zuordnen, als Beispiel kann sebbe (Verwandtschaft) und boyne (Totschläger, altfriesisch: bona) genannt werden.